# Kościół św. Ludwika we Włodawie
Kościół pw. św. Ludwika – murowany kościół parafialny we Włodawie. Wzniesiony w latach 1739-1752. Fundatorem kościoła w podziękowaniu za ocalenie z rąk przeciwników politycznych podczas zamachu na jego życie, w drodze do Króla do Warszawy był hetman wielki litewski Ludwik Konstanty Pociej. Wraz z kościołami w Chełmie i Lubartowie należy do grupy późnobarokowych świątyń ziemi lubelskiej, zaprojektowanych przez Pawła Antoniego Fontanę. Budowniczym świątyni był Tomasz Rezler.

## Konstrukcja
Ośmioboczny, wpisany rzutem w elipsę korpus ujmują od frontu dwie czworoboczne, lekko wysunięte wieże fasady, zwieńczone dekoracyjnymi hełmami z kopułkami, zaś od drugiej strony zamyka go prostokątne prezbiterium. Podziały ścian zewnętrznych zdwojonymi pilastrami i przełamującymi się belkowaniami jest szczególnie plastyczny na fasadzie, zwracającej uwagę bogatymi obramieniami otworów okiennych i nisz. Nawa nakryta łamanym kopulastym dachem z ażurową kolumnowa latarnią, wewnątrz otwarta wysokimi arkadami do prezbiterium, chóru muzycznego i ramion transeptu, zaś niższymi – do czterech kaplic usytuowanych na przekątnych.

## Wyposażenie wnętrza
Całe wnętrze pokryte jest późnobarokową polichromią wykonaną w latach 1780-1786 prawdopodobnie przez Gabriela Sławińskiego i Antoniego Dobrzeniewskiego. Wyposażenie jednolicie rokokowe z lat 1781-1786, zwracające uwagę świetną snycerką figuralną i ornamentalną z warsztatów Macieja Polejowskiego i Michała Filewicza: Polejowskiemu przypisuje się figury czterech doktorów Kościoła, a do dzieł wykonanych przez warsztat Filewicza zalicza się ołtarz, chrzcielnicę i rzeźbę Chrystusa Ukrzyżowanego.

## Galeria

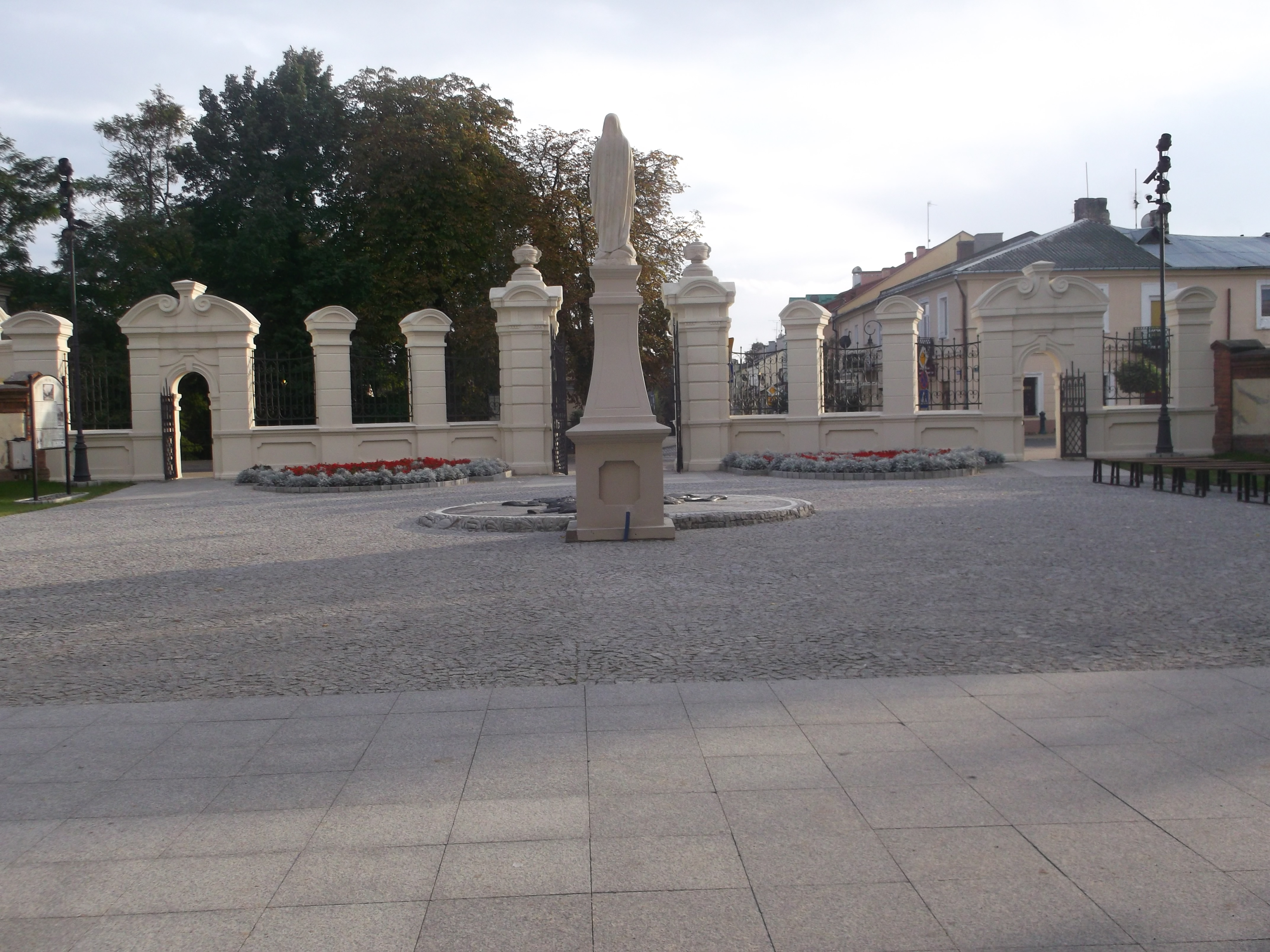
Dziedziniec
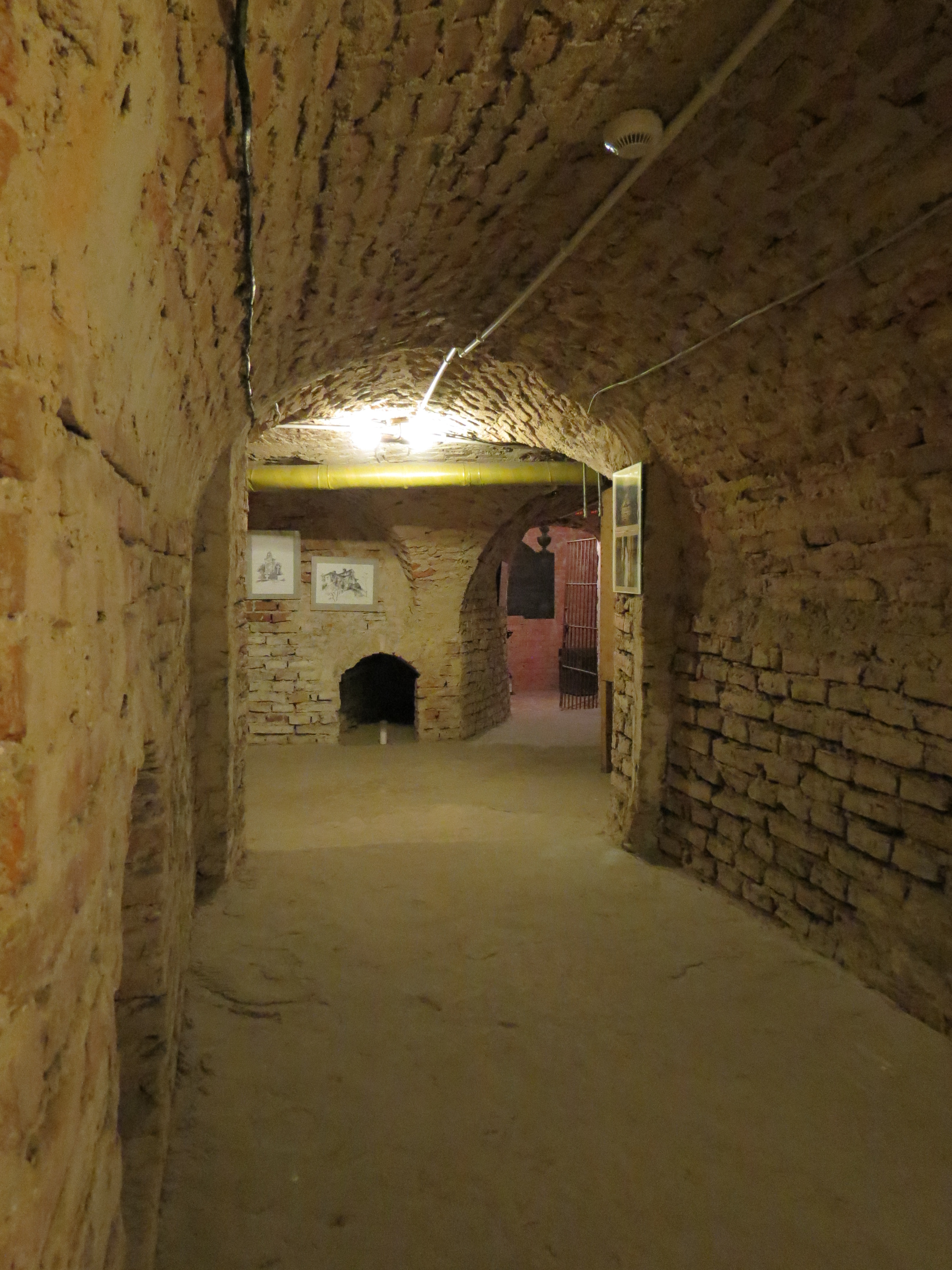
Krypty
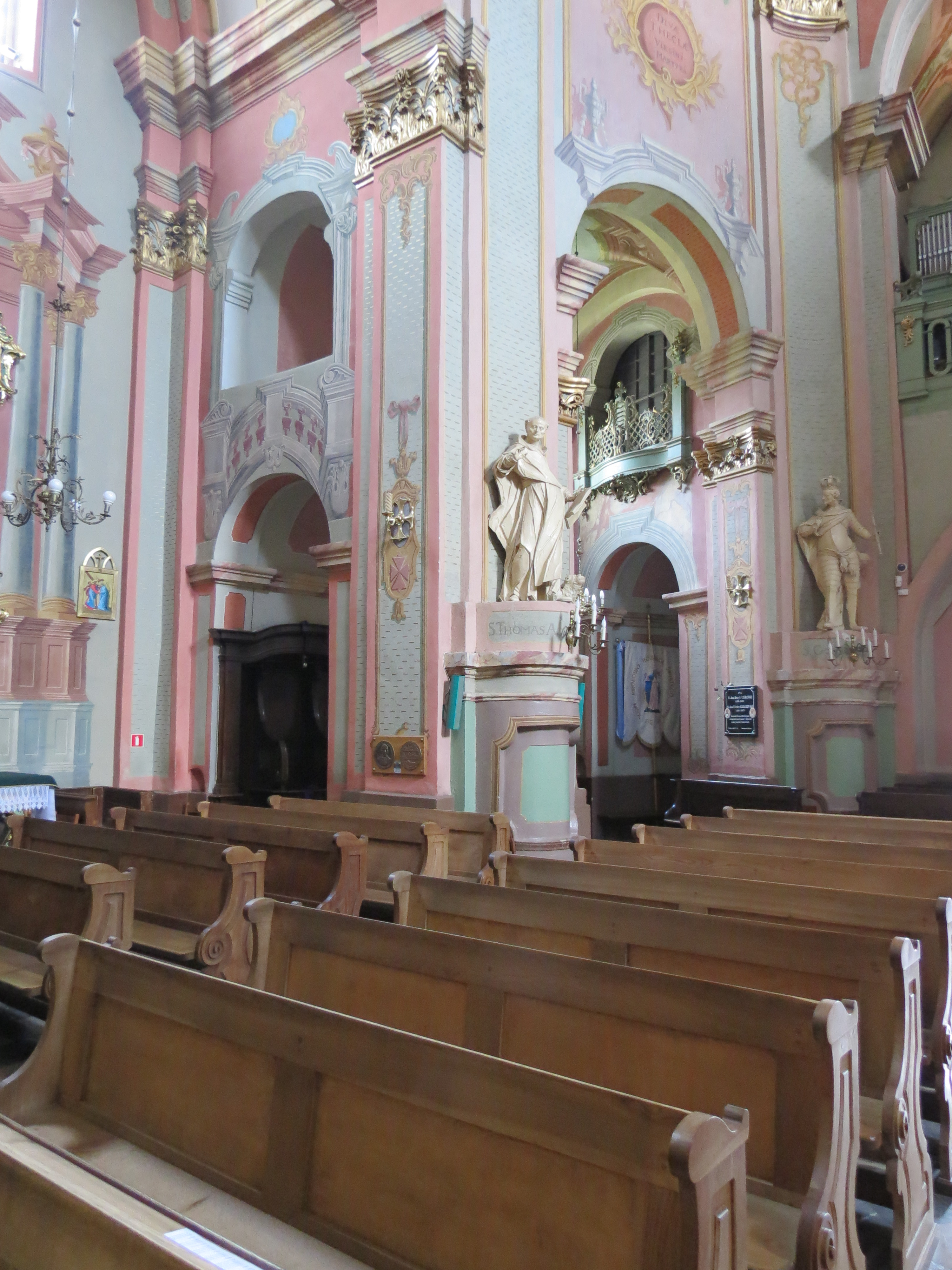
Fragment wnętrza
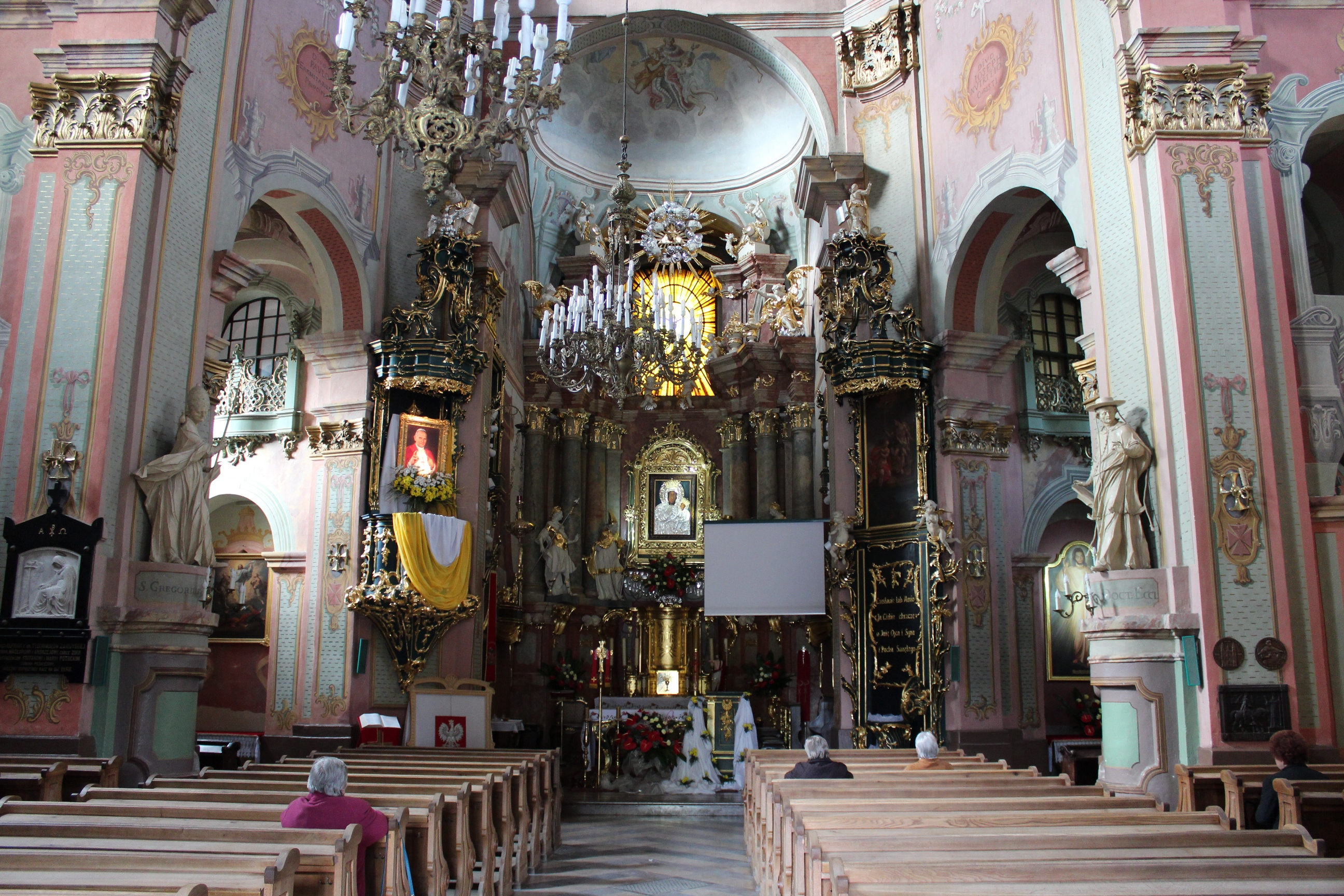
Nawa główna i ołtarz
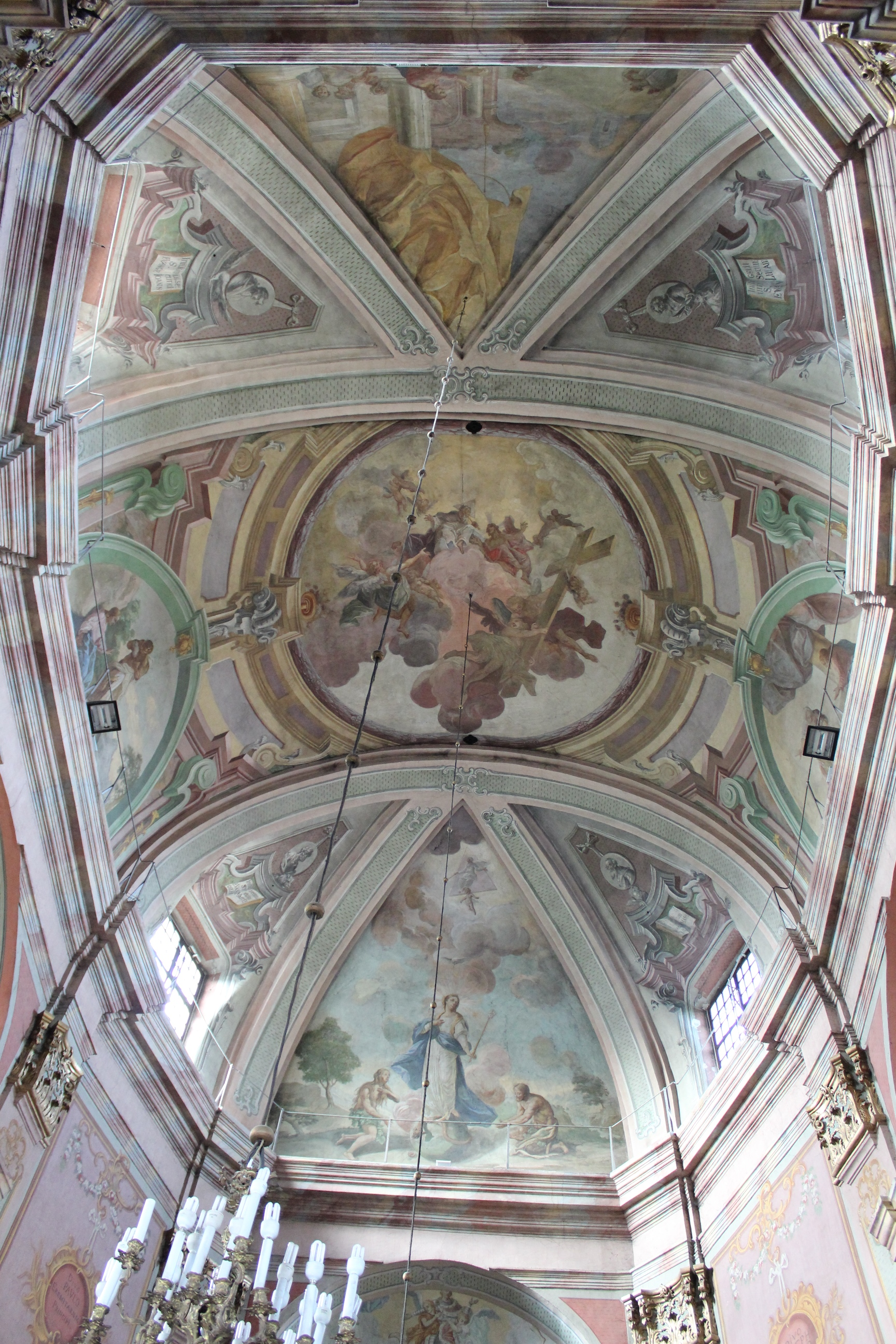
Sklepienie nawy
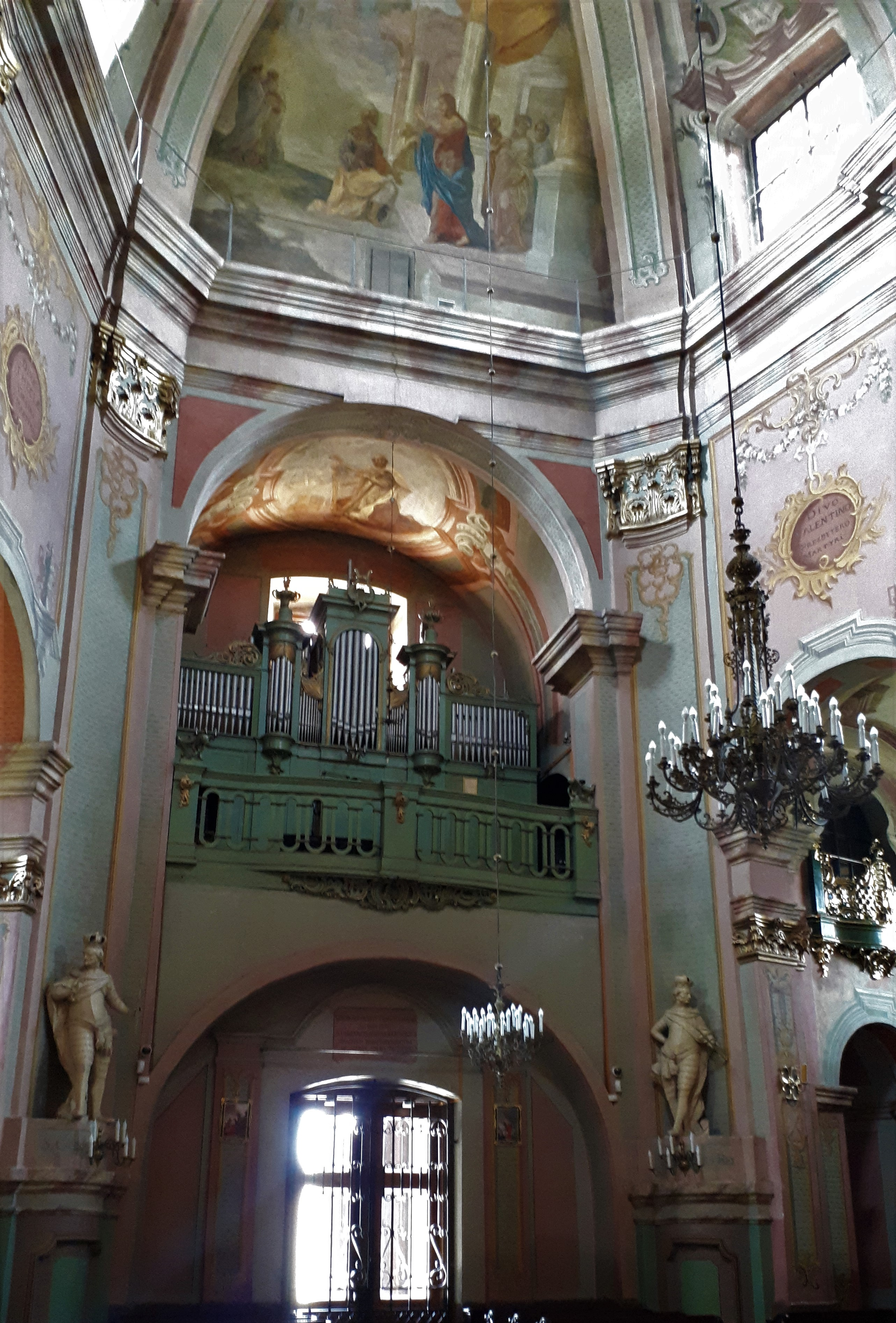
Organy
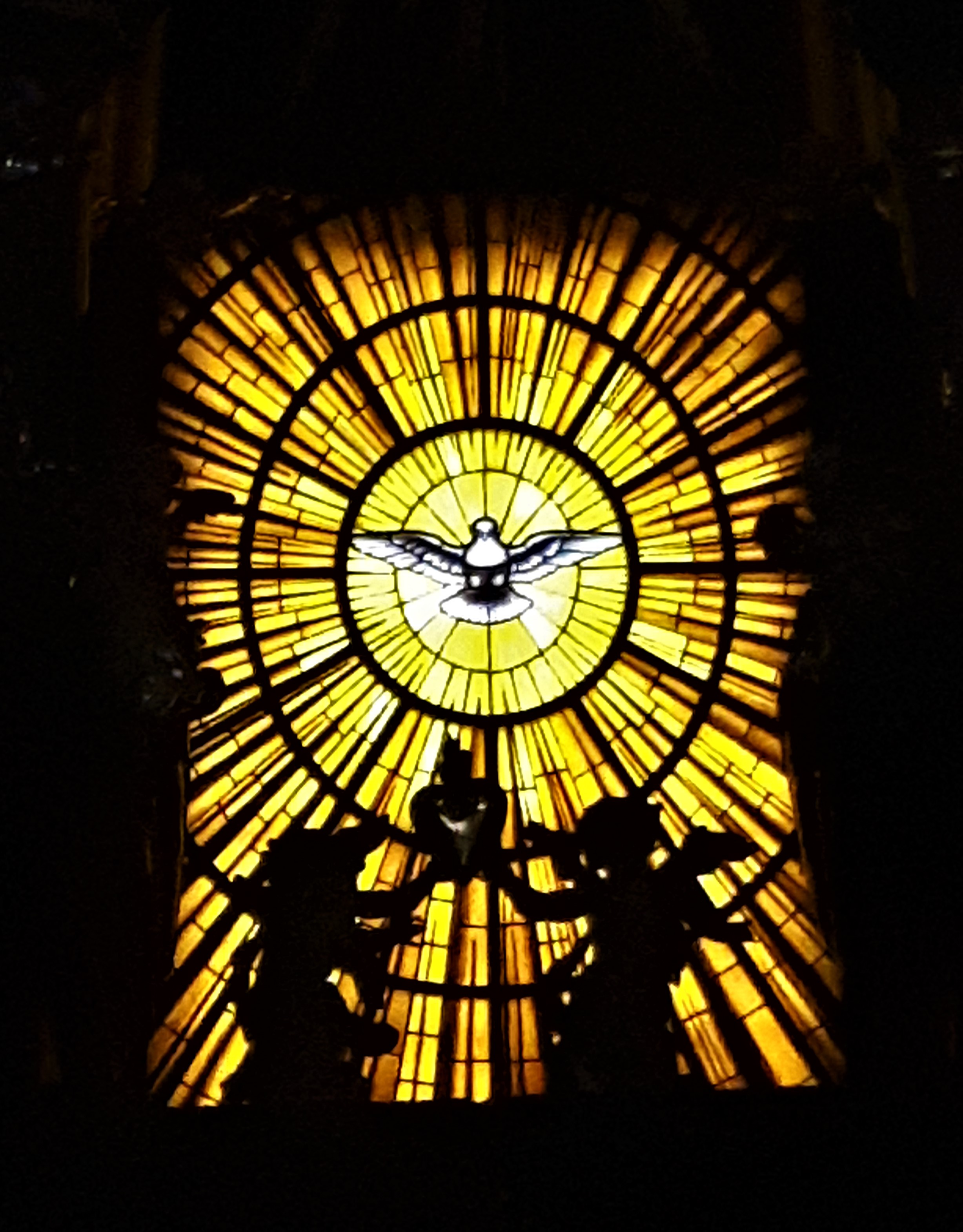
Witraż w prezbiterium
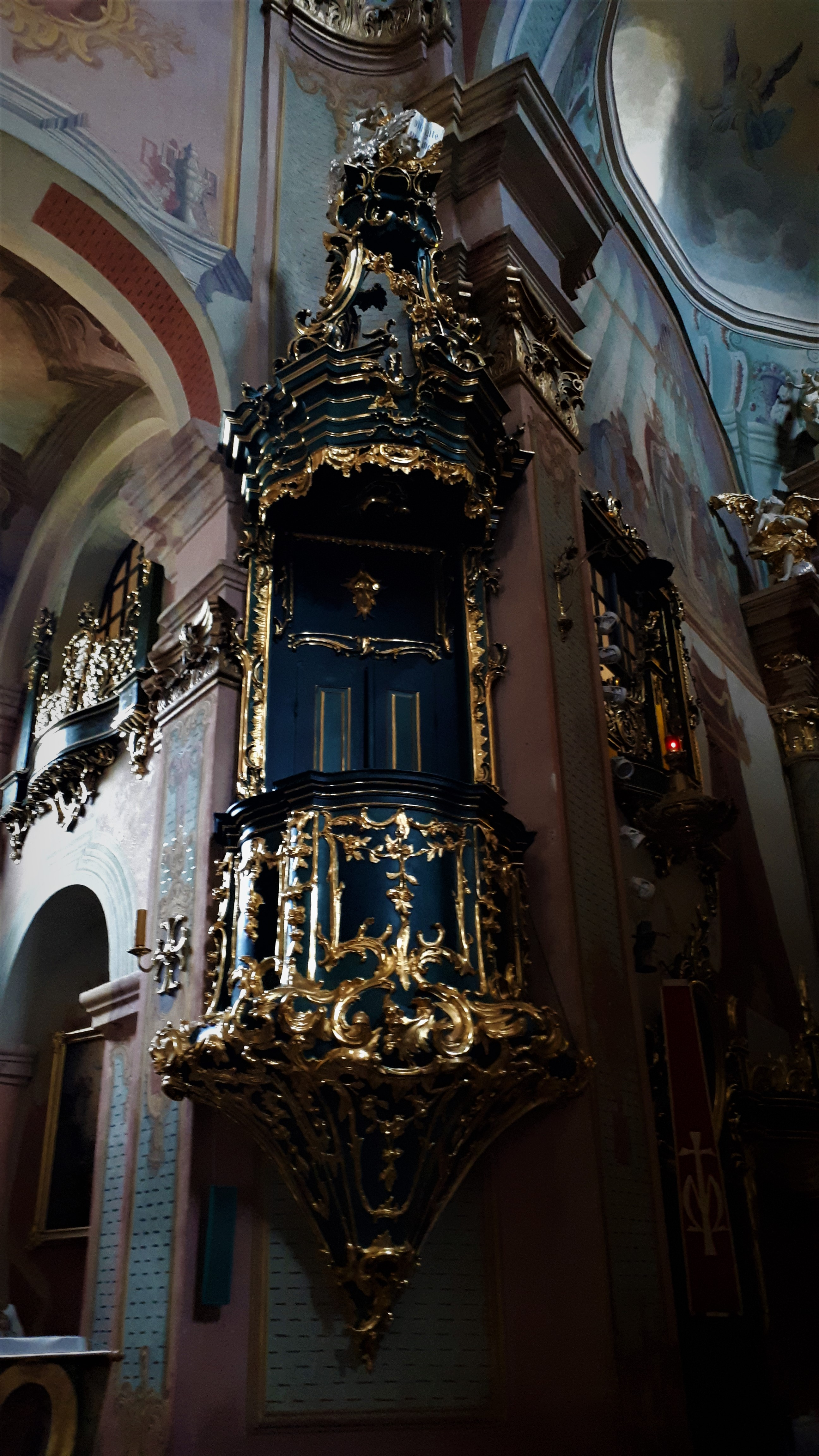
Ambona